# تومي دريمر
تومس جيمس (بالإنجليزية: Tommy Dreamer)‏ (ولد في فبراير شباط 1971) مصارع أمريكي معتزل وهو آخر مصارع من مصارعين الاصلين لاتحاد ECW المعروف فاز ببطولة الهاردكور 14 مرة وبطل أي سي دبليو مرتين اطرد من WWE عندما لعب مع مصارع اسمه زاك رايدر.
ظهوره لأول مرة في المصارعة wwe
تومي تدرب من قبل المصارع الأسطورة جوني ردوز أول المباريات كانت في بطولة المصارعة الدولية(IWCCW)
تحت اسم تي.د مادسون فاز ببطولة الزوجي العالمية في عام 1991 غير اسمه إلى تومي دريمر في عام 1992 انضم إلى اتحاد (cwa)فاز ببطولة الاتحاد بعد فوزه على توني أطلس حمل البطولة لاكثر من أربعة أشهر قبل أن يخسر من المصارع الإيراني ذي آيرون شيك في بورلنجتون, فيرمونت وانتقل إلى (ecw) ولعب مع مصارعين مثل سابو وفان دام وبابم بيجالو وغيرهم.

## البطولات
أي سي دبليو بطولة الزوجي (3 مرة)
أي سي دبليو للوزن الثقيل (3 مره )
دبيليو دبيليو أي هاردكور (14 مرة)

## يلقب
مبتكر الاعنف
قلب وروح أي سي دبليو
منشئ الايكستريم
الجندي الوحيد
رجل المشاة الواحد
بطل طبقة العاملين
مصارع أي سي دبليو الاصلي الأخير

## مصدرها
- Tommy Dreamer at WWE Universe

## روابط خارجية
- تومي دريمر على موقع IMDb (الإنجليزية)
- تومي دريمر على موقع قاعدة بيانات الفيلم (الإنجليزية)
- تومي دريمر على موقع دبليو دبليو إي (الإنجليزية)
- تومي دريمر على موقع WrestlingData.com (الإنجليزية)
- تومي دريمر على موقع CageMatch worker (الإنجليزية)
- تومي دريمر على موقع قاعدة بيانات المصارعة على الإنترنت (الإنجليزية)
- تومي دريمر على موقع عالم المصارعة على الإنترنت (الإنجليزية)
- تومي دريمر على موقع عالم المصارعة على الإنترنت (الإنجليزية)